# Antoine Jay
Pour les articles homonymes, voir Jay.
Antoine Jay, né à Guîtres (Gironde) le 20 octobre 1770 et mort à Lagorce (Gironde) le 9 avril 1854, est un homme de lettres, journaliste, historien et homme politique français.

## Biographie
Il est le fils de Jean Jay et Philippe Julie Chevreau. Son père est successivement commissaire à terrier, contrôleur des actes des notaires au bureau de Guîtres et receveur des domaines du Roi. D'abord élève chez les oratoriens de Niort, il fait ses études de droit à Toulouse et devient avocat. En 1793 il est nommé par Tallien administrateur du district de Libourne. L'année d'après il est élu substitut de l'agent national. Pour des motifs politiques et/ou financiers, il s'exile en 1795 aux États-Unis et, bien que de tendance jacobine, est inscrit sur la liste des émigrés. Outre-Atlantique il se lie d'amitié avec Thomas Jefferson. Il revient en France en 1802, à la suite de la loi d'amnistie. 
De 1803 à 1810, il est précepteur des fils de Joseph Fouché, qu'il avait rencontré à Niort. À la suite de la disgrâce de ce ministre, il l'accompagne lors de sa fuite en Italie. De retour à Paris, il se met au service de Napoléon et Savary comme traducteur des journaux anglais au ministère de la Police. En 1812 il est nommé directeur du Journal de Paris. Il entame en parallèle une carrière littéraire. Il concourt aux prix de l’Institut, obtenant un accessit en 1808 sur l’Éloge de Corneille, un premier prix en 1810 sur le Tableau littéraire de la France pendant le XVIIIe siècle, un second prix en 1812 sur l’Éloge de Montaigne. Il publie en 1813 Le Glaneur, ou Essais de Nicolas Freeman, une galerie de portraits et de mœurs, et en 1815 une Histoire du ministère du cardinal de Richelieu. Il est alors mandaté pour enseigner l'histoire à l'Athénée de Paris.
Pendant les Cent-Jours, dans le sillage de Fouché, il est élu député de la Gironde. Lors de la séance du 21 juin 1815, au lendemain de Waterloo, il monte à la tribune de la Chambre et est le premier à demander publiquement l'abdication de Napoléon. Le 29 juin, il est envoyé présenter une adresse à l'armée invitant celle-ci à déposer les armes. Parallèlement il fonde en mai 1815 le quotidien l'Indépendant qui après divers avatars deviendra le Constitutionnel.
Sous la Restauration, Antoine Jay intervient essentiellement comme journaliste de l'opposition libérale. Le Constitutionnel a de loin le plus fort tirage, allant jusqu'à représenter 30% du marché de la presse parisienne. Il collabore également au Mercure de France puis à la Minerve française, publiés sous forme de recueils hebdomadaires. Il est aux avant-postes de l'affaire du radeau de la Méduse, recensant l'ouvrage de deux rescapés et lançant une souscription publique en faveur de l'ensemble des survivants. En 1820, il collabore avec Antoine-Vincent Arnault, Jacques de Norvins et Étienne de Jouy à la Biographie nouvelle des contemporains, une encyclopédie en 20 volumes de 8000 personnalités contemporaines. Il rédige notamment un article sur le régicide Jean-Baptiste Boyer-Fonfrède qui lui vaut d'être incarcéré pendant un mois à la prison Sainte-Pélagie. Il participe à la légende napoléonienne en étant co-éditeur du Recueil de pièces authentiques sur le captif de Sainte-Hélène, en douze volume, dont le premier paraît dès septembre 1821.
Proche du duc d'Orléans, il voit avec satisfaction l'avénement de ce dernier au trône en 1830 et la structure du nouveau régime correspond à l'idéal politique pour lequel il a précédemment combattu. Il est de nouveau député, en 1831, jusqu'en 1837. Il intervient à la tribune notamment contre les Associations patriotiques d'extrême gauche, sur la dette américaine et divers intérêts locaux. Il est conseiller général de la Gironde de 1831 à 1837, œuvrant en proximité avec Élie Decazes son compatriote, et maire de Lagorce de 1840 à 1848.
Sa carrière littéraire est marquée par sa lutte en première ligne contre les romantiques dans la bataille d'Hernani en 1830. Il publie à cet effet la Conversion d'un romantique. Il votera constamment contre l'entrée de Victor Hugo à l'Académie française. Lui-même y est élu en 1832. Il est nommé officier de la Légion d'honneur en 1837.
De son mariage avec Agathe Moutardier est née en 1795 Caroline qui épouse en 1819 le géologue Armand Dufrénoy, fils de la femme de lettres Adélaïde Dufrénoy. Ils auront quatre fils dont trois survivront.

## Œuvres
- Le Glaneur, ou Essais de Nicolas Freeman (1812)
- Les États-Unis et l'Angleterre, ou Souvenirs et réflexions d'un citoyen américain [William Lee], essais traduits sur le manuscrit de l'auteur (1814)
- Histoire du ministère du cardinal de Richelieu (2 volumes, 1815)
- Voyages dans la partie septentrionale du Brésil, depuis 1809 jusqu'en 1815, par Henri Koster, traduits de l'anglais (2 volumes, 1818)
- Recueil de pièces authentiques sur le captif de Sainte-Hélène, de mémoires et documents écrits ou dictés par l'empereur Napoleon ; suivis de lettres de MM. le grand-maréchal comte Bertrand, le comte Las Cases, le général baron Gourgaud, le général comte Montholon, les docteurs Warden, O'Meara et Autommarchi [sic], et plusieurs personnages de haute distinction (12 volumes, 1821-25)
- Salon d'Horace Vernet, analyse historique et pittoresque des 45 tableaux exposés chez lui en 1822 (En collaboration avec Étienne de Jouy, 1822)
- Les Hermites en prison, ou Consolations de Sainte-Pélagie (2 volumes en collaboration avec Étienne de Jouy, 1823)
- Les Hermites en liberté, pour faire suite aux « Hermites en prison » (4 volumes en collaboration avec Étienne de Jouy, 1824)
- La Conversion d'un romantique, manuscrit de Joseph Delorme, suivi de deux lettres sur la littérature du siècle et d'un essai sur l'éloquence politique en France (1830)
- Œuvres littéraires (4 volumes, 1831)
- La Piété filiale, ou Histoire de Pauline (1852)

Textes en ligne
- Tableau littéraire de la France pendant le XVIIIe siècle ; Éloge de Montaigne ; Précis historique sur la vie et les ouvrages de l'abbé Raynal
- Considérations sur l'état politique de l'Europe, sur celui de la France, sur la censure et les élections, ou Supplément aux « Documents historiques » de M. Kératry
- Conversion d'un romantique ; Essai sur l'éloquence politique en France
- Essais sur les mœurs ; Mélanges de littérature
- Nouvelles américaines ; Dialogue des morts ; Mélanges de littérature